# Речка 2-я (приток Комбарса)
Ре́чка 2-я — река в России, протекает по территории Парабельского района Томской области. Устье реки находится в 100 км по правому берегу реки Комбарс. Длина реки составляет 13 км.

## Данные водного реестра
По данным государственного водного реестра России относится к Верхнеобскому бассейновому округу, водохозяйственный участок реки — Обь от впадения реки Кеть до впадения реки Васюган, речной подбассейн реки — Кеть. Речной бассейн реки — (Верхняя) Обь до впадения Иртыша.
Код объекта в государственном водном реестре — 13010700112115200029154.